# Aleksander Ford
Aleksander Ford, all'anagrafe Mosze Lifszyc (Kiev, 24 novembre 1908 – Naples (Florida), 4 aprile 1980), è stato un regista e sceneggiatore polacco.
È stato uno dei registi più influenti del cinema polacco del XX secolo e ha contribuito a definire il linguaggio cinematografico polacco post-bellico. Le sue opere, caratterizzate da un forte impegno sociale e politico, affrontano temi legati alla storia del Paese, alla seconda guerra mondiale e alle difficoltà della ricostruzione.

## Biografia
Mosze Lifszyc nacque probabilmente il 24 novembre 1908 a Kiev, in Ucraina. Cresciuto in una famiglia ebrea a Łódź, iniziò a lavorare dopo la morte del padre, un operaio in una fabbrica tessile, avvenuta nel 1923. Si trasferì a Varsavia qualche anno più tardi, dove cambiò nome e intraprese una carriera nel cinema, ispirato probabilmente dal regista John Ford. I suoi primi lavori furono dei film documentari e fu nel 1932 che diresse il suo primo lungometraggio, La legione della strada (Legion ulicy). Il giovane regista fu acclamato dalla stampa di sinistra come il più promettente regista polacco della sua generazione e positiva fu anche l'accoglienza da parte del pubblico; tuttavia, le copie del film sono andate perdute durante la seconda guerra mondiale. Durante la lavorazione del film, Ford aderì al Partito Comunista. Nel 1938 diresse con Jerzy Zarzycki il film Ludzie Wisły, ispirato a L'Atalante di Jean Vigo: a causa di alcuni dissidi con i produttori, la sceneggiatura subì modifiche notevoli e il film fu un fallimento commerciale. Ford sopravvisse alla guerra in Unione Sovietica, dove creò l'unità cinematografica Czołówka (lett. "Avanguardia") all'interno della divisione polacca che combatté a fianco dell'Armata Rossa. Al termine della guerra, e grazie alle sue conoscenze politiche, divenne tra le figure più importanti dell'industria cinematografica polacca del dopoguerra. Fu insegnante alla Scuola nazionale di cinema, televisione e teatro Leon Schiller di Łódź e tra i suoi alunni ebbe anche Roman Polański. Dopo la menzione speciale al Festival di Cannes nel 1954 per il film I cinque della via Barska (Piatka z ulicy Barskiej), diresse nel 1960 il film storico I cavalieri teutonici (Kryzacy), che si è rivelato il lavoro più redditizio e il film con il maggior numero di spettatori nella storia del cinema polacco. Nel 1969, sempre più isolato politicamente, Ford lasciò la Polonia e cercò di continuare la sua carriera prima in Europa e poi negli Stati Uniti d'America. Nel 1980 morì suicida a Naples, in Florida. 

## Filmografia parziale
- Mascotte (1930)
- La legione della strada (Legion ulicy ) (1932)
- Sabra (1934)
- Risveglio (Przebudzenie) (1934)
- Fiamme su Varsavia (Ulica graniczna) (1949)
- La giovinezza di Chopin (Mtodosc Chopina) (1952)
- I cinque della via Barska (Piatka z ulicy Barskiej) (1954)
- L'ottavo giorno della settimana (Ósmy dzień tygodnia) (1958)
- I cavalieri teutonici (Kryzacy) (1960)
- Il tramonto degli eroi (Pierwsy dzien wolnosci) (1964)
- Eva la verità sull'amore (Der Arzt stellt fest...) (1966)
- Il primo cerchio (Den første kreds ) (1973)